# أورلاندو فرنانديز
أورلاندو فرنانديز (18 يناير 1963 في الولايات المتحدة - ) هو ملاكم بورتوريكي.

## إحصائيات
خاض خلال مسيرته 30 نزالا، فاز في 22 ولم يتعادل وخسر في 8. فاز بالضربة القاضية في 13 نزالا.

## روابط خارجية
- أورلاندو فرنانديز على موقع بوكس ريك (الإنجليزية) (registration required)
- أورلاندو فرنانديز على موقع أوليمبيديا (الإنجليزية)